# Angraecum infundibulare
Angraecum infundibulare Lindl., 1862 è una pianta della famiglia delle Orchidacee, diffusa in Africa tropicale.

## Descrizione
Ha una forma allungata e raramente produce diramazioni dal fusto principale. Tende molto a crescere in altezza e a produrre radici lungo il fusto per sostenersi; se tali radici non ricevono umidità a sufficienza la crescita della pianta rallenterà drasticamente.

Produce fiori di media grandezza, con uno sperone lungo dai 15 ai 20 centimetri. Forma solo un fiore sullo stelo, raramente ne forma 2 o più, sono molto profumati la notte, cerosi e molto duraturi. Il periodo di fioritura è autunno - inverno.

## Distribuzione e habitat
La specie è diffusa in Nigeria, Camerun, isole del golfo di Guinea, Congo, Repubblica Democratica del Congo, Repubblica Centrafricana, Etiopia, Ruanda, Uganda e Kenya.
Il suo habitat è la foresta pluviale, sino ad una altitudine di 1350 m.

## Coltivazione
A. infundibulare è una specie difficile da coltivare in mancanza di una serra. Ha bisogno di caldo e alta umidità ambientale.